# Österfjärden, Nagu
För andra betydelser, se Österfjärden (olika betydelser).
Österfjärden är en fjärd i Finland. Den ligger i landskapet Egentliga Finland, i den sydvästra delen av landet, 180 km väster om huvudstaden Helsingfors.
Österfjärden avgränsas av Fårö i söder, Nötö i väster, Mjoö i norr och Norra Furuholmen i öster. Den ansluter till Sälgholms strömmen i sydväst och Vindulskärs djupet i sydöst och Mjoö sund i norr.